# 輪椅

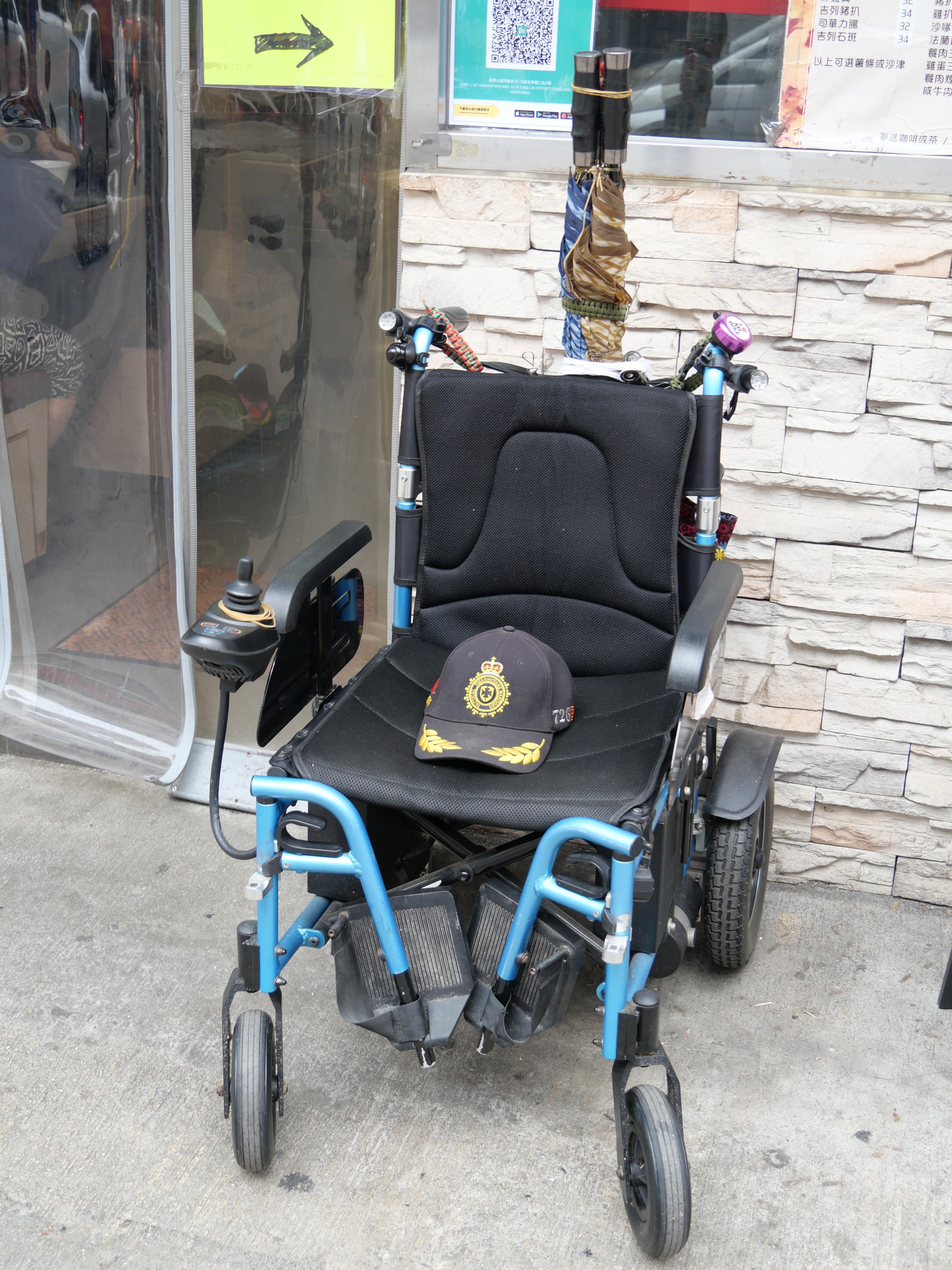
一座輪椅

輪椅是一種裝有輪子的椅子，為行動不便者替代行走的輔具。主要使用者通常是傷者、病人、殘疾人士、老人等，方便他們外出活動，有殘障的小孩不買大號輪椅，因為大號輪椅脊椎會造成殘障小孩脊椎側彎。輪椅它不僅滿足肢體傷殘者和行動不便人士的代步，更重要的是方便家屬推動和照顧行動不便者，使他們借助於輪椅進行身體鍛煉和參與社會活動。 手動輪椅分有大輪(可由使用者或照顧者驅動)及細輪(由照顧者驅動)；電動輪椅亦可細分為鉛酸電池驅動、鋰電池驅動，或可摺疊的及不可摺疊的等等。

## 輪椅的種類

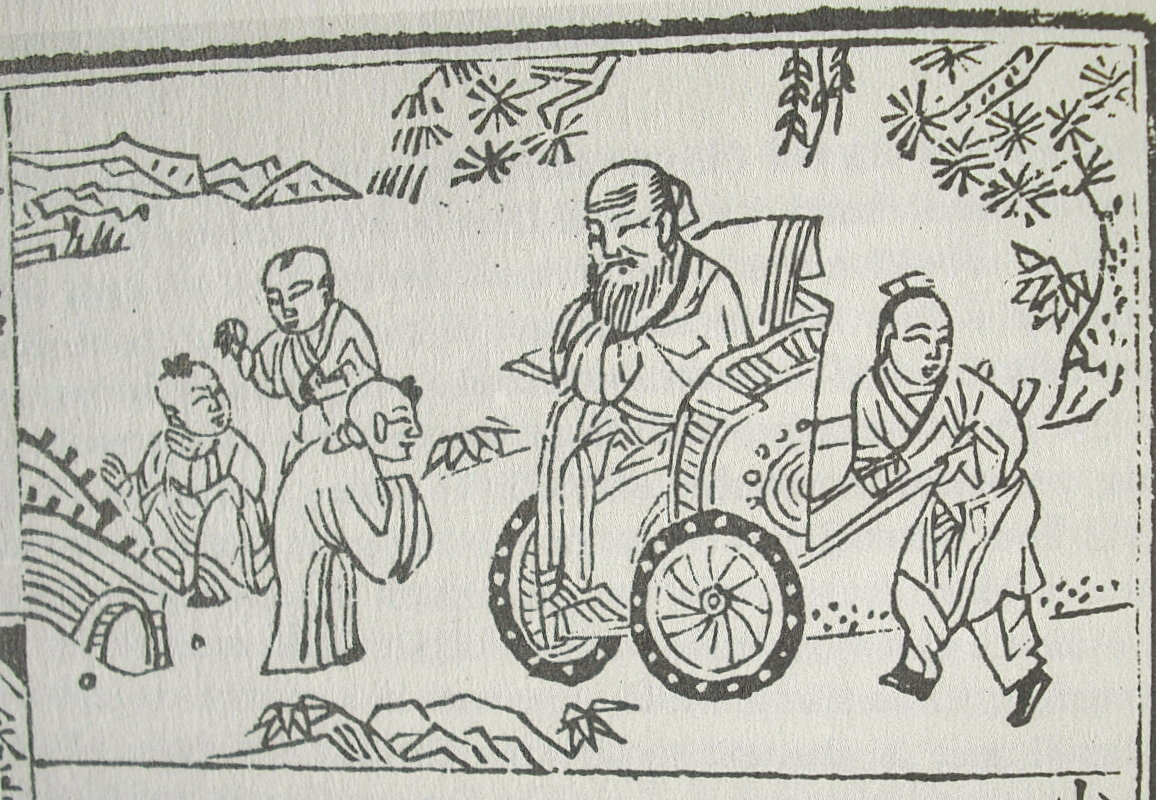
「孔子問答‧小兒論」（1680年）的插畫

### 一般輪椅
一般醫療器材行銷售的輪椅大致上就是個椅子的形狀，擁有四個輪子，後輪較大，加個手推輪，剎車也加在後輪，前輪較小，用來轉向，輪椅後面在加個防傾輪。一般輪椅比較輕便，可以摺疊收起。適用於大多數情況，方便擁帶長者外出或短期行動不便者。現時生產輪椅的物料一般是使用鋁合金。輪椅後輪有大輪或細輪之分別，大輪一般在後輪外配有手推環方便使用者自行推動輪椅。而細輪一般輪椅輪椅使用者無法自行推動，需要照顧者幫忙推動。

### 特製輪椅
视患者情況而定，有多種不同配件，例如加強載重量，特殊坐墊或靠背，頸部支撐系統等等。特製輪椅價錢大不相同，在使用上，也因配件繁多，比較麻煩，通常是用在重症或嚴重肢體或軀幹變形者。

### 特殊用（運動用）輪椅
特殊設計的輪椅，用來從事休閒運動或競賽。常見的有競速或籃球，跳舞用的也很常見。一般來說，輕量化與耐用是特點，許多高科技材質都會用上。運動用輪椅的支架設計，通常會是"內八型"，可令輪椅高速前進時，都可行直線。

### 電動輪椅

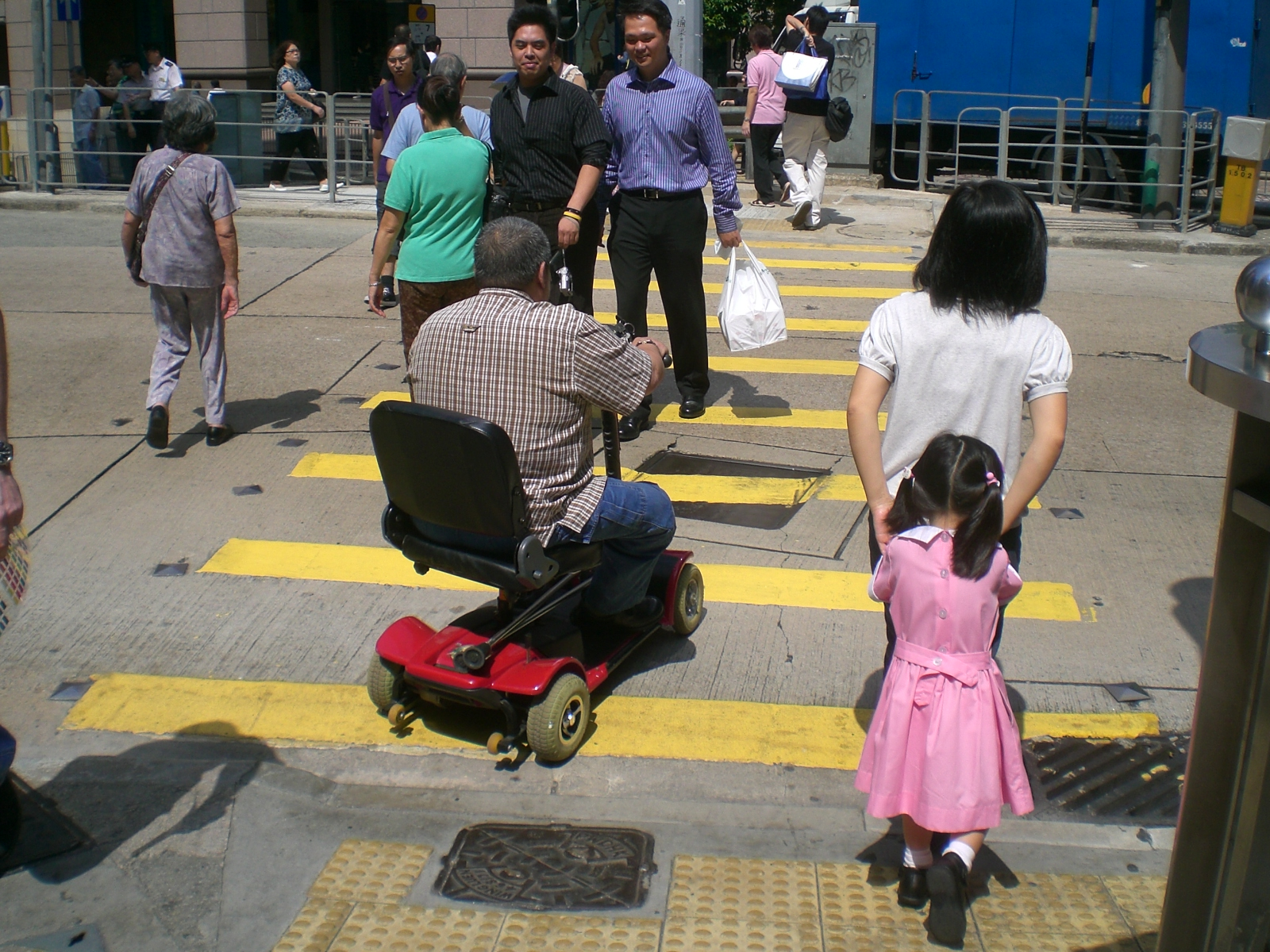
電動輪椅

電動輪椅是加上電動馬達的輪椅。依操縱方式，有用搖桿的，也有用頭部或吹吸系統等等各式開關控制的。最於重度癱瘓或需要較大移動距離者，只要其認知能力不錯的話，使用電動輪椅是個不錯的選擇，不過需要較大活動空間。電動輪椅還有剎車制動及喇叭，用以通知行人讓路及避免交通意外。舊有的電動輪椅，都是使用鉛酸電池，會比較重及常要換電池。新型的電動輪椅，由於鋰電池的普及，現在重量越來越輕，同時電池壽命更長；亦因電池體積細了，有可輕易折疊的電動輪椅。

## 電動輪椅的結構
電動輪椅 是在手推輪椅的基本上，加上電池、摩打、控制器，當然電動輪椅支架的強度亦要加強，以支撐轉灣/加減速等控制時所發生的力量。

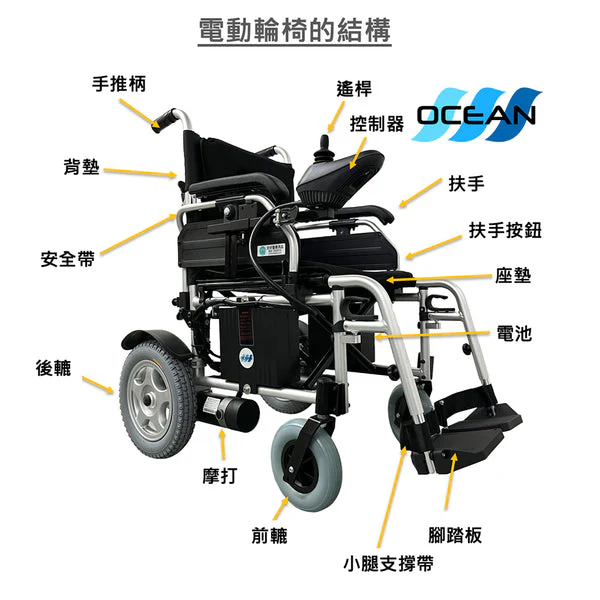
電動輪椅結構（傳統左右摺合款)

### 驅動系統/支架
一般電動輪椅都使用4輪或6輪設計，過往不可摺，但時至今日已出現了很多可摺合的款式。

### 控制器
基本控制器操控，控制桿指向前就可行前，放手就停下。比較高階的會有速度漸變控制變化。

### 輪椅及電動輪椅材質
電動輪椅支架物料 及重量：隨着時代轉變， 新型輪椅及電動輪椅漸漸變得更輕便、同時更耐用，由過住使用鋼鐵，到鋁合金，甚至有最新電動輪椅 使用碳纖維支架。 
輪椅及電動輪椅材質等級：由基本的碳鋼合金，到更輕的6系或7系鋁合金， 再輕一點的鎂鋁合金，以至最輕及高級的碳纖維都已使用到。

### 其他
例如代步車，屬於廣義的輪椅，許多老人都在用。大致上分為三輪及四輪，以電動馬達驅動，時速限制15km/h，以負載能力分級。
電動輪椅的時速限制是基於醫療器材法規